# Francisco Correia de Herédia Júnior
D. Francisco Correia de Herédia, Visconde da Ribeira Brava (Ribeira Brava, Ribeira Brava, 2 de abril de 1852 – Lisboa, 16 de outubro de 1918) foi um nobre e político português.

## Biografia
D. Francisco Correia de Herédia nasceu na Ribeira Brava, ilha da Madeira, a 2 de abril de 1852, sendo filho de António Correia de Herédia (1822-1899), que fora deputado, presidente da câmara municipal e governador civil do Distrito do Funchal, e de D. Ana de Bettencourt de Sá Esmeraldo Herédia, descendentes das mais antigas e nobres famílias da Madeira.
Francisco foi titulado 1.° Visconde da Ribeira Brava em sua vida a 4 de Maio de 1871 pelo Rei D. Luís I de Portugal. 
Usou por Armas: escudo partido, a 1.ª Correia e a 2.ª de Herédia; timbre: Correia; coroa de Visconde. Recebeu o nome do avô paterno, Francisco Correia de Herédia.
Residente no Porto, casou em Lisboa, onde se encontrava hospedado, aos 19 anos, a 13 de novembro de 1871, na Igreja de São Domingos (Santa Justa), com D. Joana Isabel Gil Bórgia de Menezes e Macedo, também menor de idade, de 20 anos, natural e residente Portel e também hospedada em Lisboa, filha de D. Sebastião Gil Tojo Bórgia Menezes e Macedo e de D. Mariana da Assunção Gama Lobo Guião de Macedo. Foram testemunhas o 1.º Marquês de Ávila e Bolama, António José de Ávila, e o então presidente do Conselho de Ministros, Fontes Pereira de Melo.
Formado em Letras, Francisco Correia de Herédia foi um notável esgrimista, Comendador de várias ordens, Fidalgo Cavaleiro da Casa Real e governador civil dos Distritos de Beja, Bragança e Lisboa e deputado (antes e depois de 1910).
Em 1905, Francisco Correia de Herédia e José Maria de Alpoim, chefe de fila e ministro da Justiça de Portugal, romperam em conjunto com os progressistas. Durante o combate sem tréguas contra a monarquia, republicanos e "dissidentes" do Partido Progressista formaram um comité revolucionário: Herédia e Alpoim de um lado, e Afonso Costa, por quem tinha admiração, e Alexandre Braga de outro.

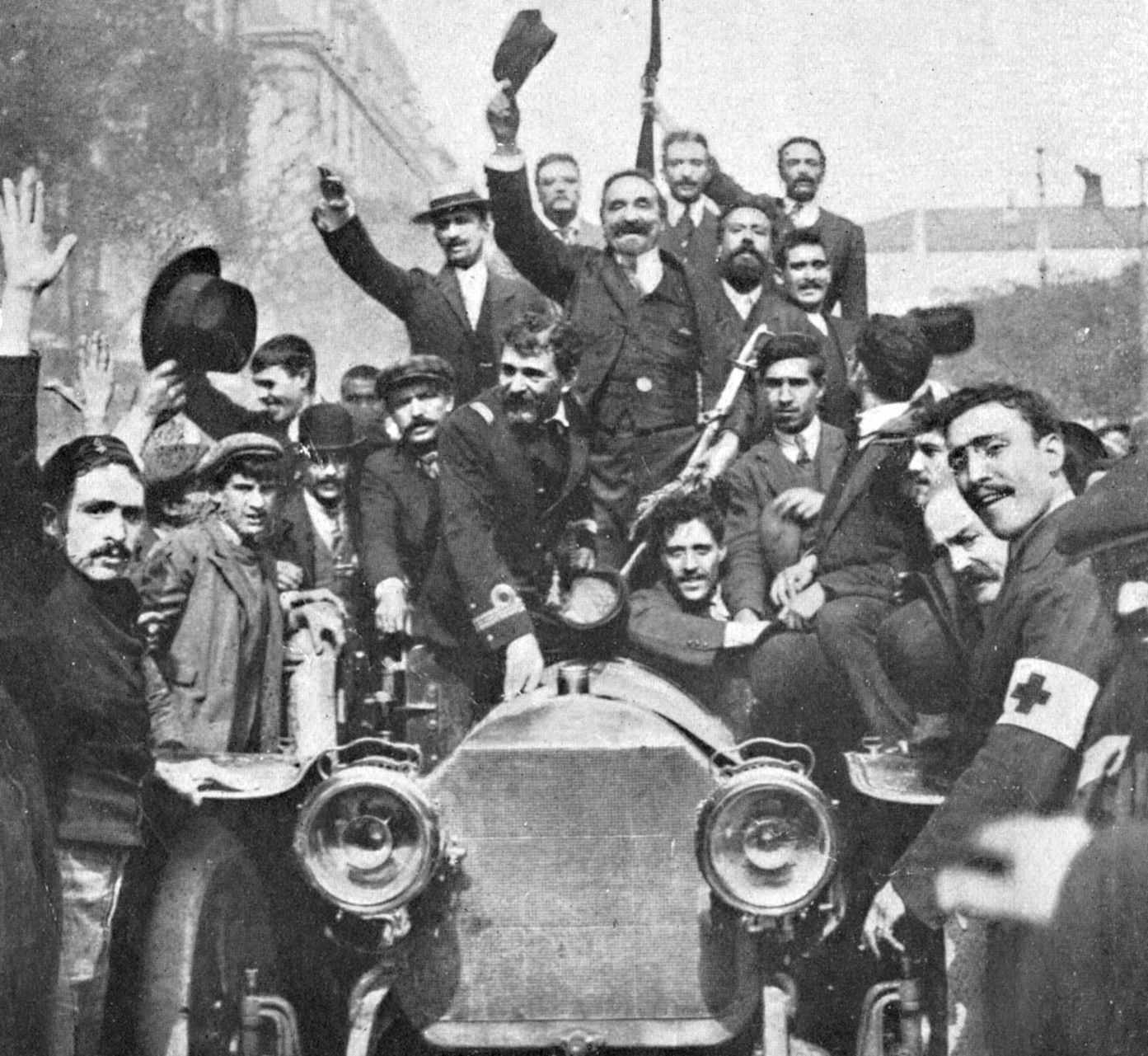
Francisco Correia de Herédia a celebrar a implantação da República Portuguesa.

A primeira reunião desse comité foi realizada em 11 de julho de 1907, na residência do visconde. Teria aí nascido o plano do movimento revolucionário de 28 de janeiro de 1908, que tinha a finalidade de depor João Franco. Porém, foi abafado três dias depois, a 31 de janeiro. As armas do planeado 28 de janeiro foram compradas pessoalmente na Espingardaria Central, na Praça D. João da Câmara, Freguesia de Santa Justa, na Baixa de Lisboa, e guardadas pelo Visconde da Ribeira Brava.
Após o regicídio de D. Carlos I e do Príncipe Real, a 1 de Fevereiro de 1908, D. Francisco foi inicialmente acusado informalmente de o ter conspirado porque as armas que estava na sua posse foram parar às mãos dos regicidas, mas depois ilibado visto que as acusações não tinham mérito e a própria rainha D. Amélia o defendeu na corte. 
Apesar dos seus ideais republicanos, o Visconde manteve sempre uma excelente relação com a corte real. Era um amigo próximo do rei D. Luís I, e por consequência do rei D. Carlos I e da rainha D.Amélia. Quando D.Manuel II foi exilado, Francisco foi um dos membros presentes na despedida do rei. 
Após a proclamação da República, o Visconde entrou para o Partido Republicano Português, sob orientação de Afonso Costa, e deixou de usar o título nobiliárquico que possuía, por entender que não se encaixava nos seus ideais republicanos. No partido desempenhou cargos de grande influência política na Madeira. 
Perseguido pelo governo sidonista, foi morto num misterioso tiroteio, em Lisboa, a 16 de outubro de 1918, enquanto era transferido para outra prisão juntamente com outros presos políticos.
Francisco Correia de Herédia é trisavô por varonia de Isabel de Herédia, esposa de Duarte Pio de Bragança, pretendente à Coroa de Portugal, e trisavô de Manuel Caldeira Cabral, ex-ministro da economia de Portugal. 